# La Poterie-Mathieu
La Poterie-Mathieu ist eine französische Gemeinde mit 166 Einwohnern (Stand: 1. Januar 2022) im Département Eure in der Region Normandie (vor 2016 Haute-Normandie). Sie gehört zum Arrondissement Bernay und zum Kanton Beuzeville. 

## Geografie
La Poterie-Mathieu liegt etwa 32 Kilometer nordnordwestlich von Bernay in der Landschaft Lieuvin. Die Paquine begrenzt die Gemeinde im Süden. Umgeben wird La Poterie-Mathieu von den Nachbargemeinden Saint-Siméon im Nordwesten und Norden, La Noë-Poulain im Norden, Saint-Étienne-l’Allier im Nordosten und Osten, Saint-Georges-du-Vièvre im Südosten, Lieurey im Süden sowie Épaignes im Westen.

## Bevölkerungsentwicklung
| Jahr                       | 1962 | 1968 | 1975 | 1982 | 1990 | 1999 | 2006 | 2013 | 2020 |
| Einwohner                  | 175  | 124  | 150  | 149  | 126  | 132  | 137  | 172  | 164  |
| Quellen: Cassini und INSEE |      |      |      |      |      |      |      |      |      |

## Sehenswürdigkeiten
- Kirche Saint-Pierre aus dem 13. Jahrhundert
- Herrenhäuser aus dem 16. und 18. Jahrhundert

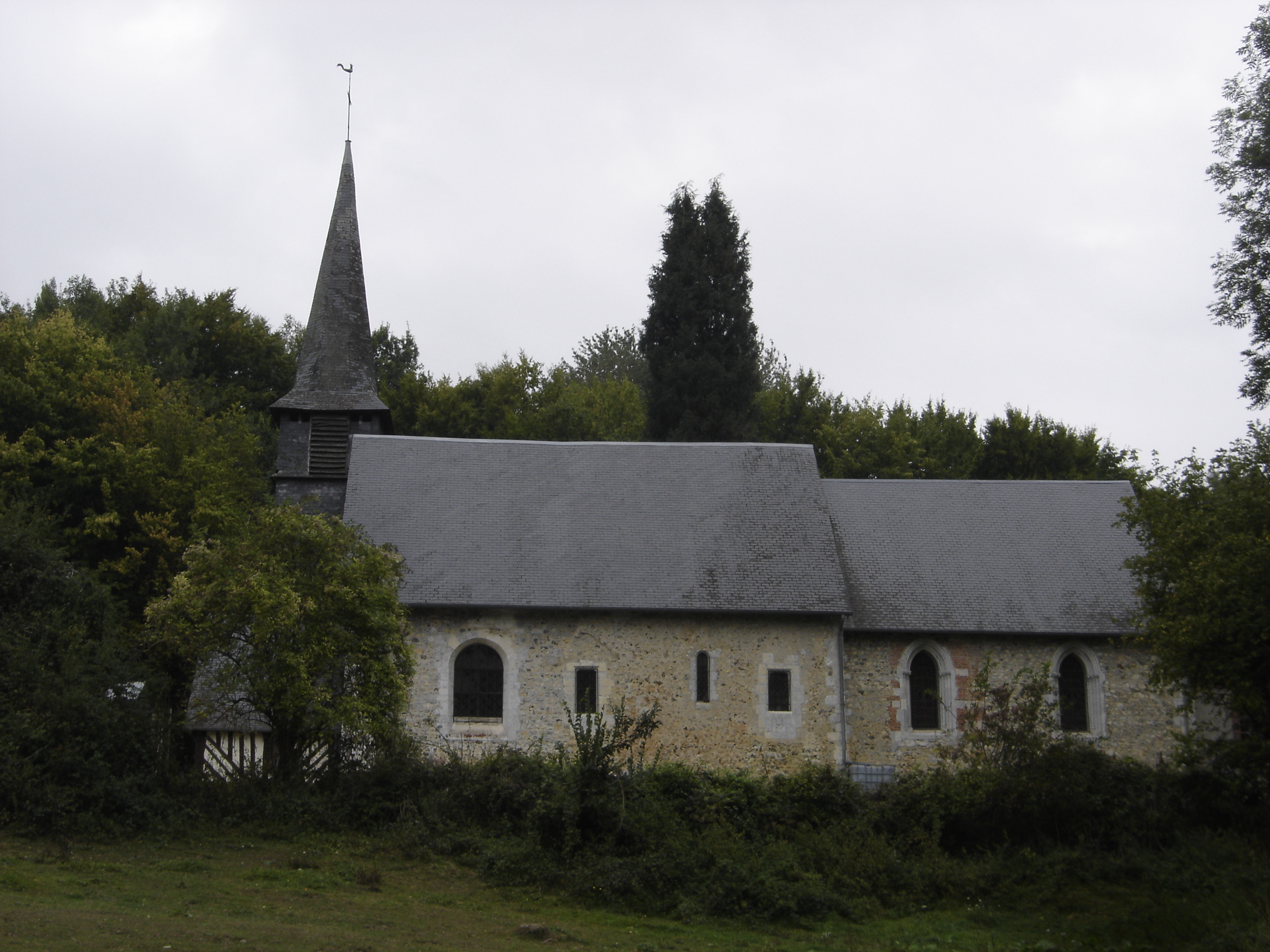
Kirche Saint-Pierre